# نستله
نِسْتْله (به فرانسوی: Nestlé) شرکت صنایع غذایی چندملیتی سوئیسی است، که به‌عنوان بزرگ‌ترین فناور و تولیدکنندهٔ مواد غذایی و آشامیدنی جهان شناخته می‌شود.
این شرکت در سال ۱۸۶۶ توسط هنری نستله تأسیس شد و اکنون دارای ۴۴۷ کارخانه در ۱۹۴ کشور جهان می‌باشد و شمار کارکنان آن بالغ بر ۳۳۳ هزار نفر می‌باشد. از برندها و نام‌های تجاری این شرکت می‌توان به: نسکوئیک، نسکافه، کیت کت، اسمارتیز و مگی اشاره نمود.
بخشی از سهام شرکت نستله در بازار بورس سیکس سوئیس و بورس یورونکست معامله می‌شود. در سال ۲۰۱۱ شرکت نستله در فهرست فورچون جهانی ۵۰۰ رده نخست از سودآورترین شرکت جهان را به خود اختصاص داد. وضعیت این شرکت در سال ۲۰۱۹ با درآمد معادل ۹۳ میلیارد و ۵۱۲ میلیون دلار در رتبه ۷۶ از نظر درآمد و با سودی معادل ۱۰ میلیارد و ۳۶۴ میلیون دلار در رتبه ۵۳ سودآورترین شرکت جهان و با مجموع دارایی معادل ۱۳۹ میلیارد و ۴۵ میلیون دلار در رتبه ۱۷۴ فهرست فرچون قرار گرفت. و حسب اعلام فهرست فایننشل تایمز جهانی ۵۰۰ در ۳۱ مارس سال ۲۰۱۵ این شرکت با ارزش بازار ۲۴۳ میلیارد و ۷۰۱ میلیون دلار با سه رتبه سقوط نسبت به سال ۲۰۱۴ در رتبه ۱۴ قرار گرفت.

## تاریخچه
در سال ۱۸۶۶ داروسازی به نام هنری نستله در شهر ووه، سوئیس، با به‌کارگیری ترکیبات مختلف شیر گاو، آرد و شکر، غذای جایگزینی را برای نوزادانی که از شیر مادر محروم بودند، فراهم کرد. او تولید این محصول جدید را با نام «لاکتوز فارینا نستله» در سال ۱۸۶۶ شروع کرد.
از سوی دیگر، یک سال بعد، در ۱۸۶۷ دو برادر آمریکایی بنام‌های چارلز و جورج پیج، که به‌عنوان سفیرهای ایالات متحده آمریکا در سوئیس فعالیت می‌کردند، اقدام به راه‌اندازی شرکت آنگلو-سوئیس کاندنس میلک در شهر شم، سوئیس نمودند.
هنری نستله در سال ۱۸۷۵ بازنشسته شد و از مدیریت شرکت کنار رفت و سهامش در شرکت را نیز واگذار کرد. شرکت نستله تحت مدیریت جدید، در سال ۱۸۷۷ شروع به مشارکت با شرکت آنگلو-سوئیس کاندنس میلک نمود.
سرانجام در سال ۱۹۰۵ دو شرکت نستله و آنگلو-سوئیس کاندنس میلک با هم ادغام شدند و شرکت جدید تحت نام نستله فعالیتش را آغاز نمود. در سال ۱۹۴۷ نستله با شرکت الیمنتانا ادغام گردید و نام آن به نستله الیمنتانا تغییر پیدا کرد. این ادغام در واقع در جهت بدست آوردن شرکت مگی انجام شد، زیرا شرکت الیمنتانا مالک برند مگی بود.
از دهه ۱۹۵۰ به بعد، شرکت نستله زنجیره‌ای از ادغام‌ها را با شرکت‌های مختلف آغاز نمود، که این فرایند، در طول چندین دهه نستله را به یکی از بزرگ‌ترین تولیدکنندگان مواد غذایی در جهان تبدیل نمود.
نستله در سال ۱۹۵۰ کراس اند بلک‌ول را خریداری کرد، در ۱۹۶۳ فینداس، در ۱۹۷۱ لیبیز و در ۱۹۷۳ استوفرز را تصاحب و در خود ادغام نمود.
شرکت نستله در سال ۱۹۷۴ اقدام به خریداری سهام در شرکت لوازم آرایشی لورئال کرد. این شرکت برای دومین بار، در سال ۱۹۷۷ سهام شرکتی خارج از صنایع غذایی را خرید که آلکون نام داشت.
این شرکت در سال ۱۹۷۷ بار دیگر به نستله تغییر نام داد. در سال ۱۹۸۴ شرکت مواد غذایی آمریکایی کارنیشن را تصاحب کرد. در ۱۹۸۸ نیز شرکت شکلات‌سازی بریتانیایی راونتری مکینتاش را خریداری نمود.
از اواسط دهه ۱۹۹۰ بار دیگر روند خریداری و ادغام شرکت‌های موادغذایی توسط نستله شدت گرفت! در ۱۹۹۷ سن پلگرینو، در ۱۹۹۸ اسپیلر پتفود و در سال ۲۰۰۲ نیز رالستون پورینا به نستله پیوست شدند.
در سال ۲۰۰۲ این شرکت دو خرید بزرگ دیگر را نیز رقم زد. نخست در ماه ژوئن شرکت دریرز را خریداری کرد و بخش تولید بستنی خود را با آن ادغام نمود. سپس در ماه اوت شرکت چیف آمریکا را با ارزش ۲٫۹ میلیارد دلار خریداری کرد.
از آخرین خریدهای شرکت نستله می‌توان به شرکت جنی کری اشاره نمود که در دسامبر ۲۰۰۵ با ۶۰۰ میلیون دلار، تصاحب کرد، درٰ ژانویه ۲۰۰۶ نیز شرکت یونانی دلتا آیس کریم را با ۲۴۰ میلیون یورو، از آن خود کرد.
نستله در نوامبر ۲۰۰۶ بخش مکمل‌های دارویی شرکت نوارتیس را با قیمت ۲٫۵ میلیارد دلار بدست آورد. در آوریل ۲۰۰۷ شرکت آمریکایی تولیدکننده غذای کودکان را با ارزش ۵٫۵ میلیارد دلار تصاحب کرد. در ۴ ژانویه ۲۰۰۹ نستله کلیه سهامش در شرکت آلکون را با ارزش ۳۹٫۳ میلیارد دلار به نوارتیس واگذار کرد.
در ماه مارس ۲۰۱۰ این شرکت اقدام به خریداری بخش پیتزاهای آماده شرکت کرفت فودز به قیمت ۳٫۷ میلیارد دلار نمود.
شرکت نستله هم‌اکنون مالک بیش از ۸٫۰۰۰ برند در بخش‌های مختلف صنایع غذایی می‌باشد.

## نستله در ایران
در تاریخ ۵ مرداد ۱۳۷۳، هیئت وزیران وقت کشور، به شرکت نستله، مقیم سوییس، مجوز مشارکت در طرح تولید شیرخشک و غذای کودک در شهرستان کرج با مشارکت سرمایه‌گذاران خصوصی ایران را اعطا کردند و نستله به‌طور رسمی سرمایه‌گذاری خود را در ایران آغاز کرد. اکنون، نستله ایران به تولید برخی از محصولات شیر خشک، سرلاک، نسکافه و نسکوئیک در کارخانه این شرکت در قزوین و همچنین به تولید و توزیع آب معدنی «نستله پیورلایف» (Nestlé Pure Life) در شهرستان پلور می‌پردازد.

## گویش
امروزه در زبان انگلیسی این واژه به صورت nɛsleɪ تلفظ می‌شود. به هر حال تلفظ اصلی آن ˈnɛsəl بود همان‌طور که تلفظ فعل nestle در زبان انگلیسی است. نخست این تلفظ رایج بود ولی تلفظ‌هایی که در تبلیغات آن انجام می‌شد باعث شد که این تلفظ به تلفظ زبان اصلی خود، فرانسوی شبیه شود. تلفظ قدیمی امروزه هنوز هم در بعضی نقاط استفاده می‌شود.

## محصولات و فراورده‌ها
نستله محصولات بسیاری دارد از جمله قهوه (نسکافه)، آب، شربت‌های دیگر، غذای بچه، بستنی، ادویه‌جات، سوپ، غذاهای فریز شده و یخچالی، شیرینی جات و غذای جانوران.

## مدیریت ارشد[۷]
هیئت رئیسه عبارتند از:
- پل بولکه: رئیس هیئت مدیره
- مارک اشنایدر: مدیر عامل اجرایی نستله
- لارن فرکسی: نائب رئیس منطقه آمریکا
- کریس جانسون: نائب رئیس مناطق آسیا، اقیانوسیه، آفریقا و خاورمیانه
- پاترکا بولا: نائب رئیس بخش‌های کسب‌وکار استراتژیک، بازاریابی و نسپرسو
- استفان پالزر: مدیر ارشد فناوری
- کارکو استمبری: نائب رئیس مناطق اروپا، خاورمیانه و آفریقا
- فرانسوا-زاویر راجر: مدیر ارشد مالی
- مگدی باتاتو: مدیر ارشد عملیات
- بتریس گویلامو-گرابیچ: مدیر گروه منابع انسانی و خدمات کسب‌وکار
- لین گیل: مشاور ارشد کل
- گرگ بیهار: مدیر ارشد نستله هلث اساینس (Nestlé Health Science)
- سانجای باهادور: مدیر گروه استراتژی و توسعه کسب‌وکار
- جوزپه کارلا: مدیر عامل نستله ایران[۸]
- بپتیست گورمند: مدیرعامل نستله واترز ایرانیان[۹]

## رابطه اقتصادی با اسرائیل
این شرکت در سال ۱۹۹۵ با خرید ۱۰ درصد سهام، در شرکت اسراییلی تولید مواد غذایی اوسم سرمایه‌گذاری کرد و دو سال بعد با تزریق ۱۴۰ میلیون دلار به این شرکت سهم خود را به ۵۰٫۱ درصد افزایش داد. شرکت اوسم که اکنون متعلق به شرکت نستله می‌باشد، طبق گزارش Coface، از نظر میزان گردش مالی در اسرائیل در سال ۲۰۱۰، در میان شرکت‌های اسرائیلی که در اسرائیل در زمینهٔ «مواد غذایی، نوشابه‌ها و تنباکو» فعالیت می‌کنند در رتبهٔ چهارم، و در میان تمام صنایع اسرائیلی در رتبهٔ چهاردهم قرار دارد.
پیش از این نستله در سال ۲۰۰۰ میلادی نیز، مبلغ ۶/۱۴ میلیون دلار به صندوق غرامت هلوکاست واریز کرده بود. شرکت این پول را بابت غرامت استفاده از کارگران اجباری طی جنگ جهانی دوم که در کارخانه‌های تابع این شرکت در مناطق تحت تسلط حزب نازی کار می‌کردند، پرداخت کرده است. نستله امیدوار بود با این اقدام جلوی شکایت از خود و پرداخت غرامت بیشتر را بگیرد. در طول جنگ جهانی دوم تعدادی از شرکت‌های سوئیسی که در آلمان نازی کارخانه داشتند از کارگرهای اجباری بهره برده بودند، که پس از جنگ با شکایت بازماندگان جنگ مجبور به پرداخت غرامت شدند.
طی چند سال اخیر مخالفت‌هایی با فعالیت نستله در ایران به وجود آمد که در نهایت قوه قضاییه فعالیت‌های این شرکت در ایران را بلامانع اعلام کرد.

## ستیزه‌ها و انتقادها
برخی از فعالیت‌های تجاری گذشته و حال نستله انتقادهای گسترده‌ای را در پی داشته است که حساس‌ترین آن‌ها روش بازاریابی این شرکت در فراورده‌های شیر گاو به عنوان جایگزینی برای شیر مادر است که این امر مربوط به مادران سراسر جهان شامل مادران کشورهای در حال توسعه می‌شود. توسعه در کشورهایی که از نظر اقتصادی زیان دیدند، یکی از پراهمیت‌ترین این موضوعات است. فعالیت‌های نستله در طول تحریم آن در سال ۱۹۹۷ توجه جهان را برانگیخت. تیم بازاریابی و روابط عمومی کوشش می‌کردند تا درک عمومی از فعالیت‌های شرکت‌ها را که در طی سال‌ها اهمیت یافته بود ارتقاء دهند و در ضمن این کار، محصولاتی را که مردم را به آن شرکت خوشبین کند، تولید می‌کردند.

## سود
فروش این شرکت در پایان سال ۲۰۰۳ بالغ بر ۸۸ میلیارد فرانک سوئیس و سود خالص آن ۲٫۶ میلیارد فرانک بوده است. کارکنان این شرکت ۲۴۷ هزار نفرند و تقریباً در همه کشورهای جهان دارای کارخانه و واحدهای تولیدی است.